# 佘涤清
佘涤清（1917年—1999年6月21日），男，直隶（今河北）获鹿人，中华人民共和国政治人物，曾任中共北京市委组织部部长，北京市人大常委会副主任。